# Kanonenkugel

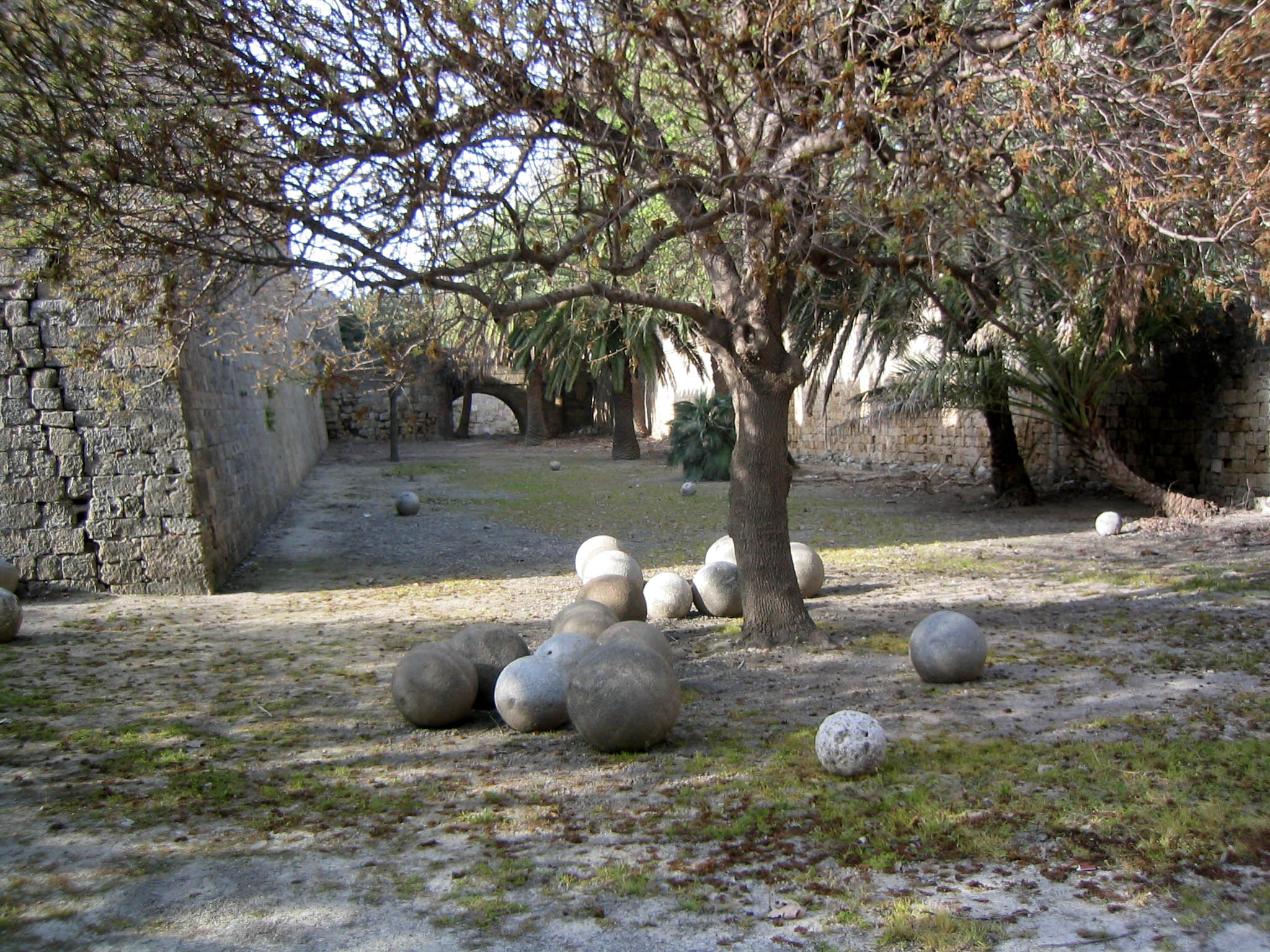
Kanonenkugeln in Rhodos

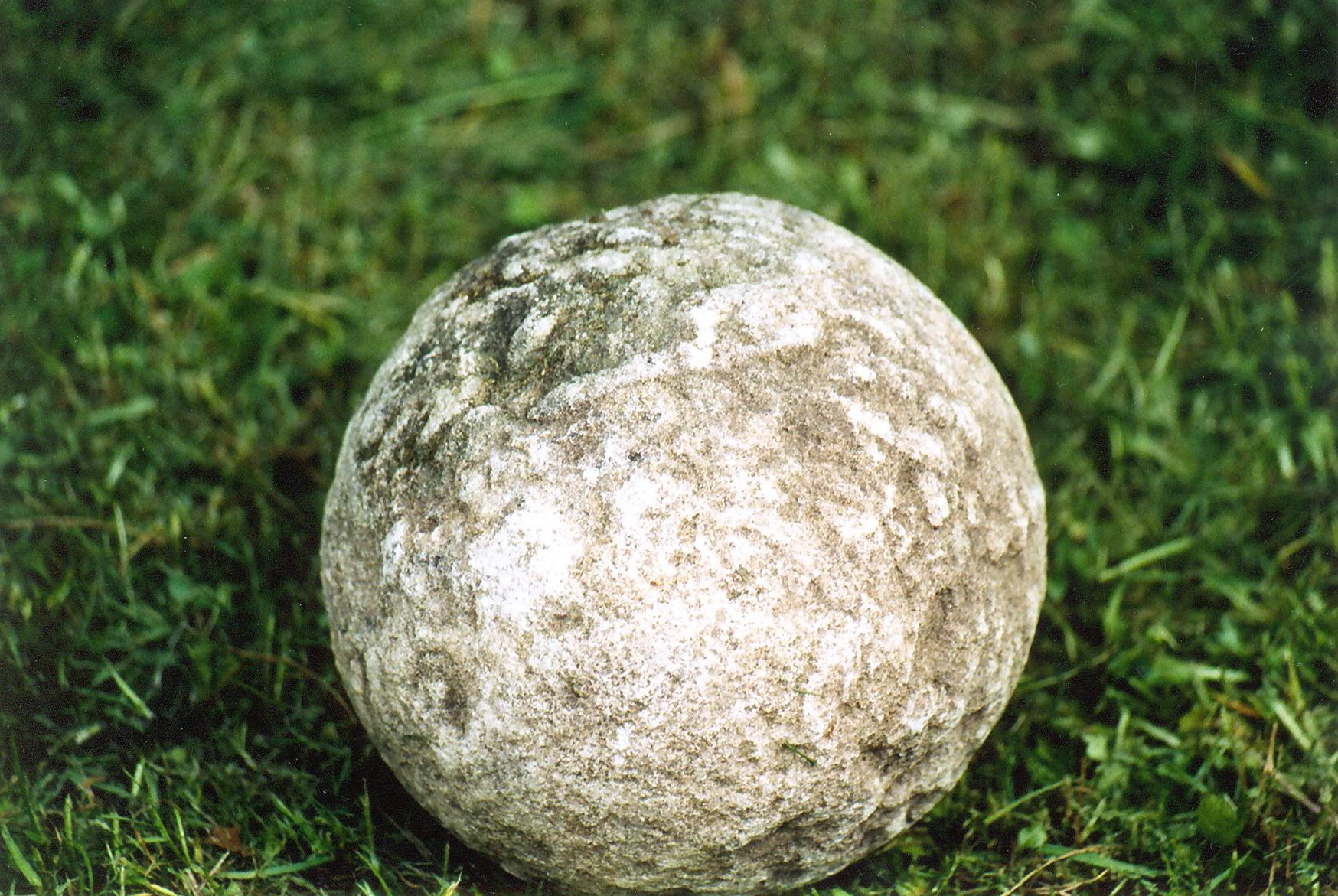
Steinerne Kanonenkugel der Burgruine Loch in Bayern

Bei einer Kanonenkugel handelte es sich ursprünglich um eine großkalibrige Steinkugel, die mit Hilfe von Schwarzpulver aus dem Rohr der Steinbüchse abgefeuert wurde. Im Laufe des 15. Jahrhunderts setzten sich gegossene Eisenkugeln durch, doch fanden Steinkugeln als Munition für Schiffskanonen bis weit in die Frühe Neuzeit hinein weiterhin Verwendung. Die Kanonen wurden ursprünglich nicht nach dem Kaliber, sondern nach dem Gewicht ihrer Kugeln eingeteilt, vom 6-Pfünder („6-pfdg“) bis zu 32-Pfünder und mehr.

## Zur historischen Entwicklung
Als man im 14. Jahrhundert begann, mit Geschützen zu schießen, benutzte man zunächst vorwiegend Stein- oder Bleikugeln, da die Herstellung geschmiedeter Eisenkugeln sehr aufwendig war. Wegen des relativ niedrigen spezifischen Gewichts der Steine benötigte man zum Brechen dicker Mauern sehr große Steinkugeln, weshalb die ersten Steinbüchsen, wie sie genannt wurden, nicht selten ein Kaliber bis zu 90 cm besaßen. Damit war ein Geschossgewicht von bis zu 450 kg zu erreichen.
Diese Situation änderte sich erst, als die eisenverarbeitende Industrie schließlich in der Lage war, Eisenkugeln zu gießen. Die Verwendung von Eisenkugeln brachte zahlreiche Vorteile mit sich. Sie waren bei gleicher Größe erheblich schwerer als Steinkugeln. Daher flogen sie weiter und schlugen mit mehr Energie und damit größerer Wirkung im Ziel ein. Außerdem lässt sich Eisen besser in eine genaue Kugelform bringen und ist glatter, was Energieverluste durch vorbeiströmende Explosionsgase im Rohr verringert. Zudem verringerte der geringere Zwischenraum zwischen Kugel und Rohr die Beschädigung des Rohrs durch das Herumschleudern der Kugel im Inneren und die Winkelabweichung, mit der die Kugel das Rohr verließ, und damit die Ungenauigkeit des Schusses. Weiter verbesserte Gusstechniken führten zu einer homogenen Masse des Geschosses, wodurch sich die Flugeigenschaften und damit die Treffsicherheit weiter verbesserten.
Im Jahr 1569 erfand Julius, Herzog von Braunschweig und Lüneburg, Fürst von Braunschweig-Wolfenbüttel eine neue Art der Artilleriemunition. Es waren Kugeln, gegossen aus der Schlacke der Metallhütten des Harz, deren Ausbau er während seiner Regierungszeit (1568–1589) vorantrieb.
Zwischen 1569 und 1585 wurden in den Metallhütten „Frau-Sophienhütte“ und „Herzog-Juliushütte“ Tausende solcher Kugeln in unterschiedlichen Kalibern gegossen. So erreichten z. B. im Jahr 1572 bereits 54.000 Stück dieser Kugeln die Stadt Wolfenbüttel, während noch 73.824 weitere in den Metallhütten vorrätig lagerten. Ein großer Teil der gefertigten Kanonenkugeln trug eine eingegossene Markierung, bestehend aus der Jahreszahl der Fertigung und dem Monogramm des Herzoges.
Diese Kugeln wurden teils als Handelsware verkauft, teils als persönliche Tauschware von Herzog Julius verwendet.

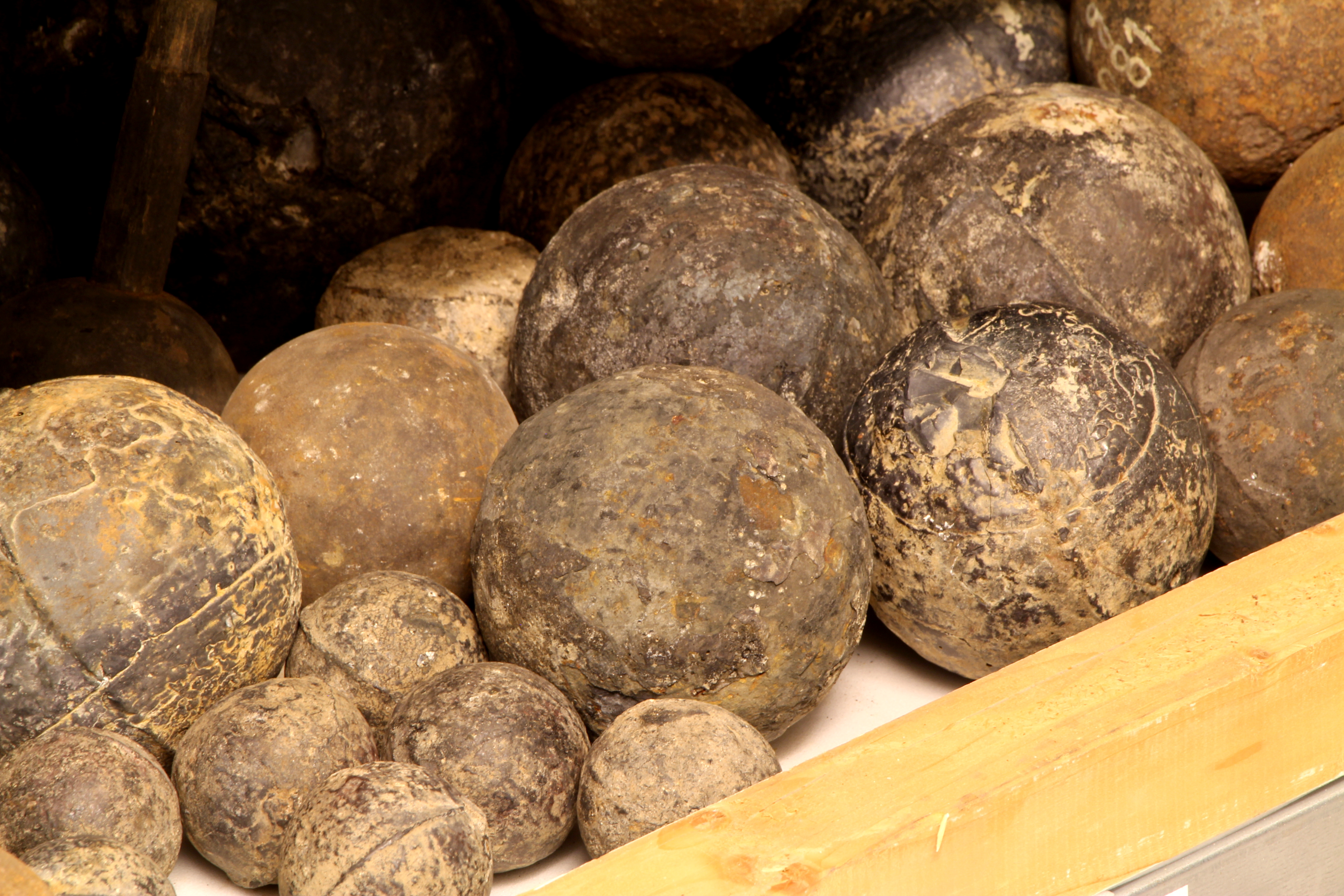
Kanonenkugeln aus Schlacke im Braunschweigischen Landesmuseum

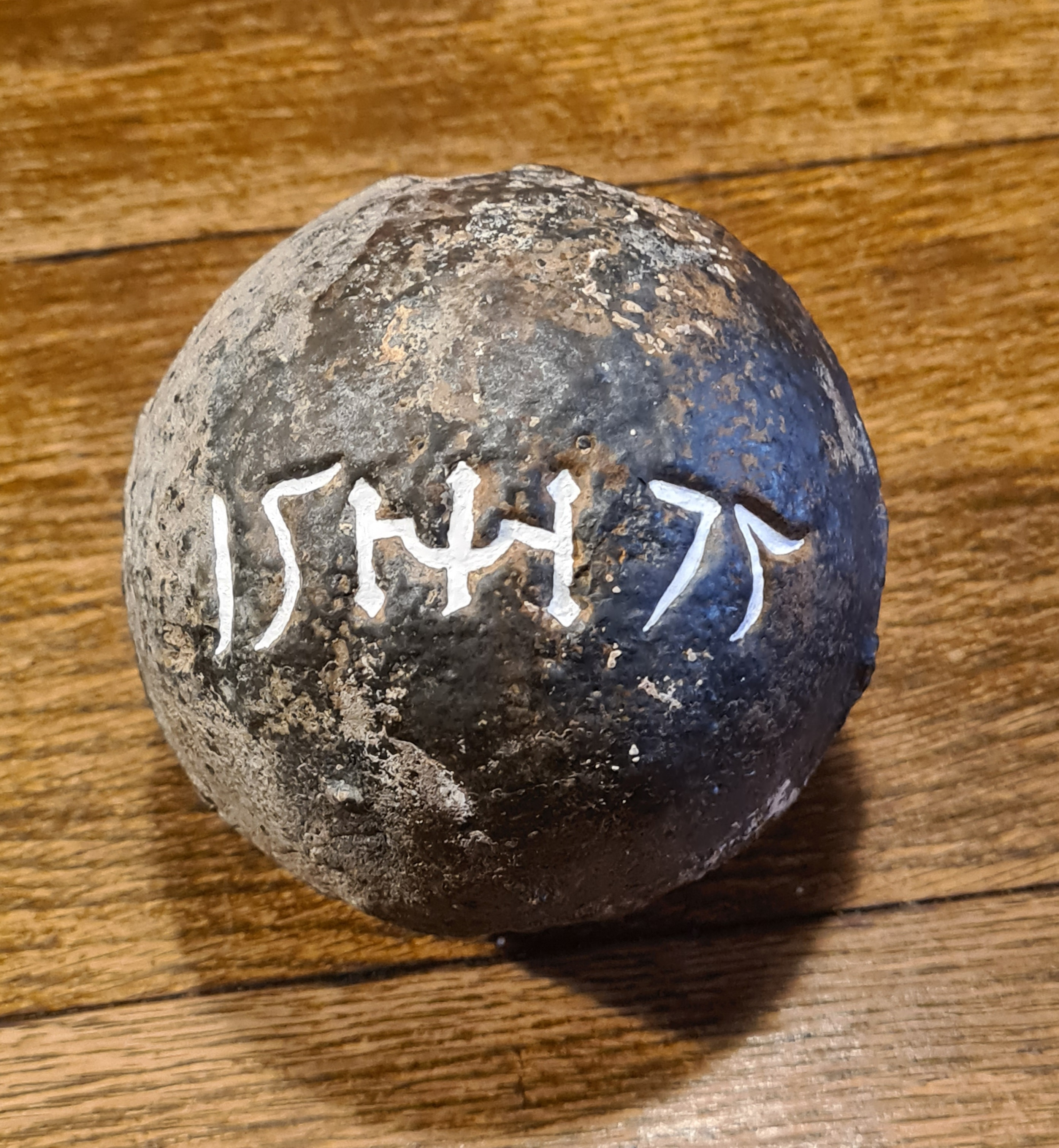
Kanonenkugel aus Schlacke mit dem Herstellungsjahr (1575) und dem Monogramm von Herzog Julius (HJ), Durchmesser 9,5 cm, Gewicht 1928 Gramm

Der große (und vielleicht einzige) Vorteil der Schlacke-Kugeln war die enorme Einsparung von Eisen (im Vergleich zu herkömmlichen, aus Eisen gegossenen Kanonenkugeln). Gleichzeitig fand die bei der Verhüttung von Erz als Abfallprodukt anfallende Schlacke eine mehr oder weniger sinnvolle Verwendung.
Aufgrund der Materialeigenschaften der Schlacke, in Verbindung mit mangelnder Verarbeitungstechnik bei der Herstellung, erwiesen sich die auf diese Weise gegossenen Kanonenkugeln allerdings nur bedingt als Artilleriemunition tauglich. Wie zeitgenössische Beschussversuche zeigten, zerbrachen die Kugeln bereits entweder beim Abfeuern im oder kurz nach Verlassen des Kanonenrohres. Dies mag der Grund sein, warum diese Materialzusammensetzung sich für Artilleriegeschosse in späteren Jahrhunderten nicht durchgesetzt hat.
Nach der allgemeinen Einführung gegossener Kanonenkugeln aus Eisen im 16. Jahrhundert wurden diese (nicht nur) in Deutschland üblicherweise nach dem Nürnberger Pfund gewogen. Daher bestand ein fester Zusammenhang zwischen dem Gewicht und dem Durchmesser einer eisernen Vollkugel. Das Kaliber einer „sechspfündigen Kanone“ war etwa 9 cm und das eines „12-Pfünders“ war 12 cm (zwischen der Kugel und der Rohrinnenwand musste ein gewisser Spielraum gelassen werden; daher war das Kaliber in der Regel ein Dreißigstel bis ein Zwanzigstel größer als der Durchmesser der Kanonenkugel). Für den Gebrauch von Blei-, Eisen- und Steinkugeln lagen gedruckte Tabellen vor und es gab entsprechend geeichte Messinstrumente (die ursprünglich überwiegend aus Nürnberg kamen). Da mit Mörsern und Haubitzen noch lange Zeit danach mit Steinkugeln geschossen wurde, galten bei diesen andere Maße, bis sich bei beiden Geschützarten schließlich die Kaliberangabe in Zoll durchsetzte. Das Nürnberger Maßsystem galt im Waffenbau letztlich bis zur Einführung der gezogenen Geschützrohre und der Langgranaten im 19. Jahrhundert. Allerdings gingen im Verlauf des 18. Jahrhunderts die großen Armeen, die ihre Geschütze selbst herstellten, immer mehr dazu über, die Nürnberger Maße in die jeweils regional üblichen umzurechnen (jedoch ohne das System zu ändern; dies zog allerdings eine Unzahl abweichender Zahlenangaben in der Artillerie nach sich).

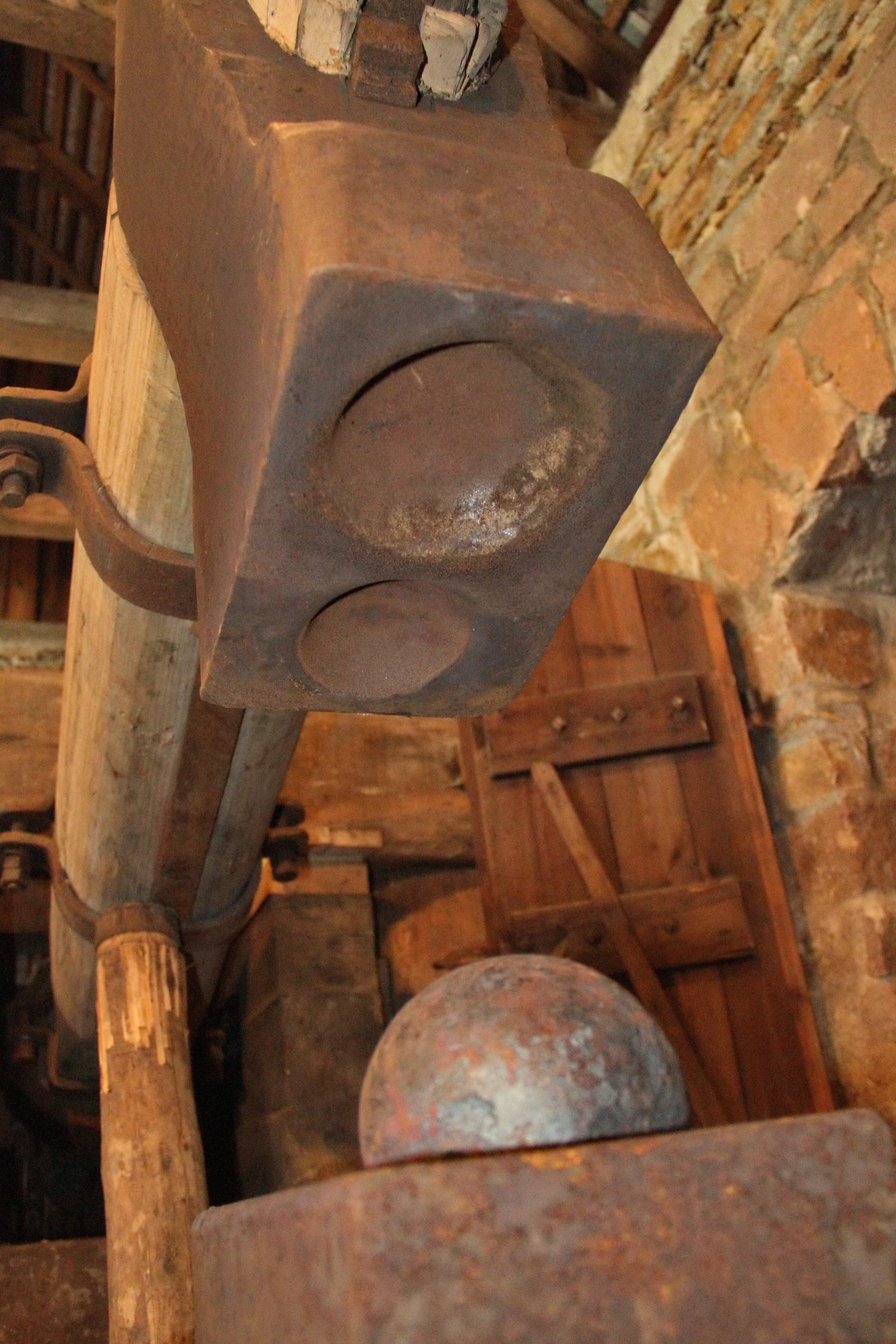
Kanonenkugel im Gesenk eines Gesenkschmiedehammers

Bei der Feldartillerie waren Kanonenkugeln die Hauptgeschosse, da die Kugeln nach dem Abfeuern in flachem Winkel in Mannshöhe flogen und nach 800 Metern das erste Mal den Boden berührten, um gleich darauf weiter zu hüpfen und nach weiteren 400 Metern nochmals aufzusetzen und noch weitere 200 Meter zu springen (→ Rikoschettschuss). In dichten Infanterieformationen konnte eine Kugel drei bis vier Menschen töten und fünf bis sechs weitere verletzen.
Seit Mitte des 19. Jahrhunderts werden in der Artillerie statt der Kugeln ogivale Langgranaten als Geschosse verwendet, die drei bis sechsmal schwerer sind als demselben Kaliber entsprechende Kanonenkugeln. Damit besitzen sie (als Vollgeschoss) zum einen mehr Masse, was sich positiv auf die Abgabe der kinetischen Energie im Ziel auswirkt (Durchschlagsleistung) und zum anderen steht bei hohlen Sprenggeschossen mehr Raum für die Wirkladung zur Verfügung. Allerdings benötigt man zum Verschuss von Langgeschossen entweder gezogene Kanonenrohre, die diesen einen Drall geben, damit sie sich im Flug nicht überschlagen, oder eine Flugbahn-Stabilisierung mittels kleiner Flügel (Leitwerk).

## Kettenkugeln

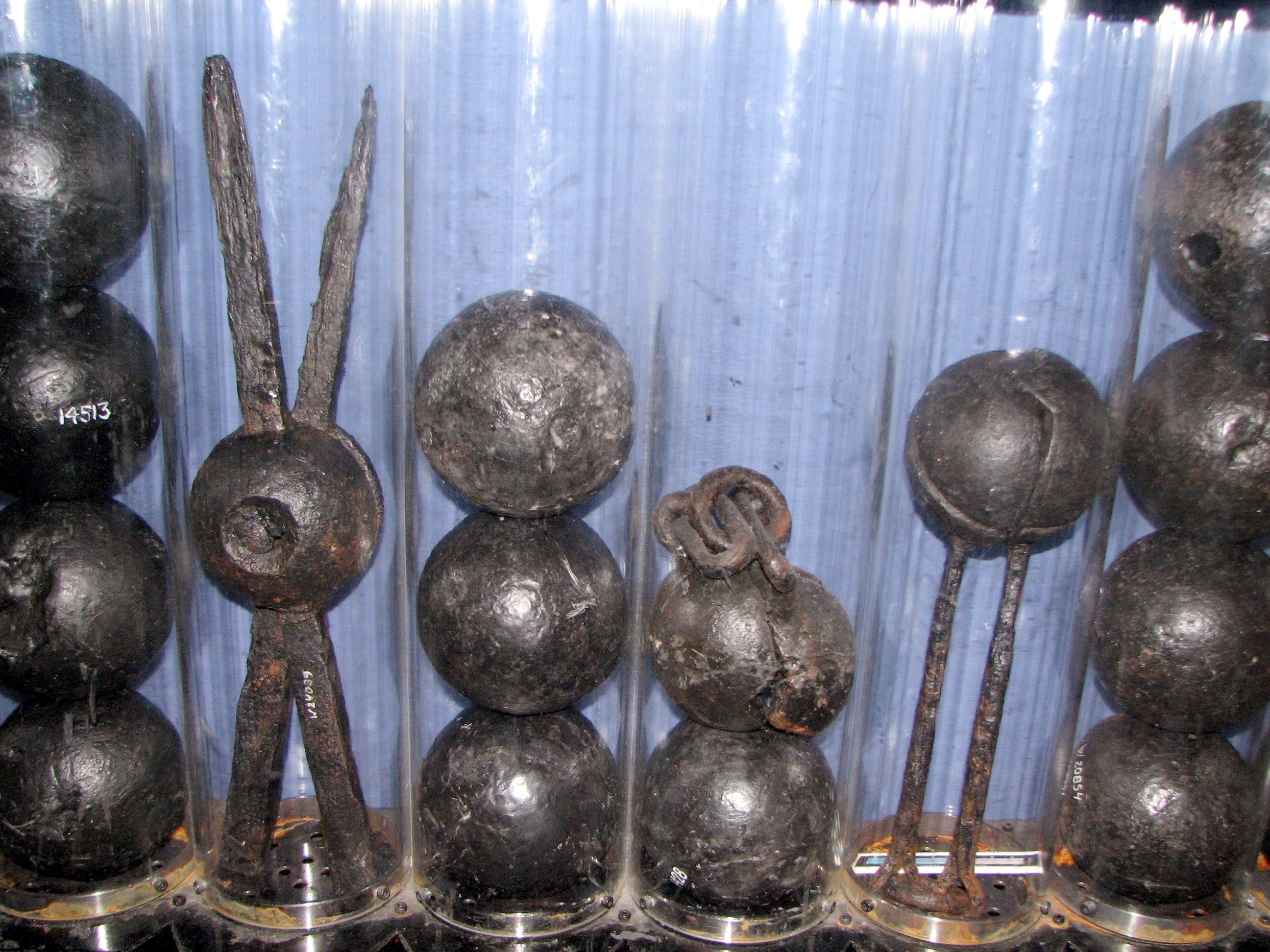
Verschiedene Kugeltypen, gefunden im Wrack der Vasa

Besonders verheerend waren Kettenkugeln, die aus zwei mit einer Kette verbundenen Eisenkugeln, manchmal auch zwei Halbkugeln, bestanden. Beim Verlassen des Rohres gingen die Kugeln auf Kettenlänge auseinander und flogen instabil um sich selbst rotierend bis zum Aufprall, bei dem sie ein fast doppelt so großes Loch verursachten wie eine Vollkugel. Durch das Flugverhalten wurde aber die Geschwindigkeit der Geschosse beeinträchtigt, so dass ihre Energieabgabe im Ziel deutlich geringer war. Bei Belagerungen im 16. Jahrhundert warf man Kettenkugeln auch oft aus Mörsern, da sie aufgrund der steileren Flugbahn eine höhere Geschwindigkeit erreichten als beim direkten Schuss und damit mit mehr Wucht einschlugen. Außerdem richteten sie in ungedeckten Zielen wie Dächern, Straßen, Plätzen und Geschützstellungen von oben mehr Schaden an. Im Schiffskampf waren Ketten- und Stangenkugeln sehr beliebt, da man durch ihre Verwendung bei Treffern in die gegnerische Takelage deutlich größere Schäden verursachen konnte. Beschoss man dagegen den Schiffsrumpf, waren normale Kugeln effektiver.
Da die Kettenkugeln im Flug rotierten, verursachten sie auch unter dichten Formationen äußerst schwere Verluste. Sie kamen z. B. 1642 in der zweiten Schlacht bei Breitenfeld zum Einsatz.

## Stangenkugel
Eine Variante der Kettenkugel war die Stangenkugel, bei der zwei ganze oder halbe Kanonenkugeln durch eine Eisenstange verbunden waren. Beide Kugeltypen wurden auch bei Seegefechten zur gezielten Zerstörung von Takelagen und Masten eingesetzt.

## Erhitzte Kugel
Zur Schiffsbekämpfung und bei Belagerungen wurden auch rotglühende Kugeln verschossen, die im Ziel Brände verursachen sollten. Allerdings war dieses Vorgehen nur für ortsfeste Landbatterien praktikabel. Auf Schiffen selbst war die Brandgefahr zu groß und für Feldbatterien fehlten meistens geeignete Öfen. Weitere Einschränkungen waren, dass nur in Salven geschossen werden konnte, weil gleichzeitiges Hantieren mit Schießpulver und den glühenden Kugeln zu gefährlich war. Ferner musste sofort nach dem Fertigladen geschossen werden, weil ansonsten der Treibpfropf durchglühte und sich der Schuss selbst auslöste, wodurch die Bedienmannschaft gefährdet wurde. Außerdem musste die Größe und Heizleistung des Ofens angepasst sein, um die Kugeln schnell genug auf Rotglut, aber nicht über die Verformungstemperatur zu erhitzen. Wegen dieses großen Aufwands und den vielen Einschränkungen wurde diese Einsatzart nur selten verwendet.

## Hohlkugel
Die meisten der als Hohlkugeln verwendeten Kanonenkugeln enthielten eine Sprengladung. Diese zündete man mit unterschiedlichen Zündeinrichtungen, u. a. mit einer in einer Holztülle befindlichen Zündschnur. Diese Hohlkugeln wurden als Bomben oder Granaten bezeichnet, je nachdem ob sie mit einem Mörser oder einer Haubitze geworfen wurden. Ab Mitte des 17. Jahrhunderts besaßen Hohlkugeln (Granaten) am Boden eine dickere Wandstärke. Damit sollte erreicht werden, dass sich das Geschoss aufgrund der unterschiedlichen Gewichts-/Masseverteilung der Hülle während seiner Flugphase so ausrichtet, dass es mit dem verstärkten Boden zuerst im Ziel einschlug.
Damit war man einerseits in der Lage, das Geschoss besser in ein festes Zielobjekt (z. B. ein Gebäude) eindringen zu lassen und andererseits dabei die noch brennende Zündröhre vor ihrer Zerstörung beim Aufschlag zu schützen (im Falle des Aufschlages „mit der Zündröhre voran“).
Das Geschoss konnte also besser in ein Ziel eindringen und die Wirkladung kam erst in dessen Inneren zur Umsetzung. Dadurch wurde eine noch höhere zerstörerische Wirkung erzielt.

## Brandkugel

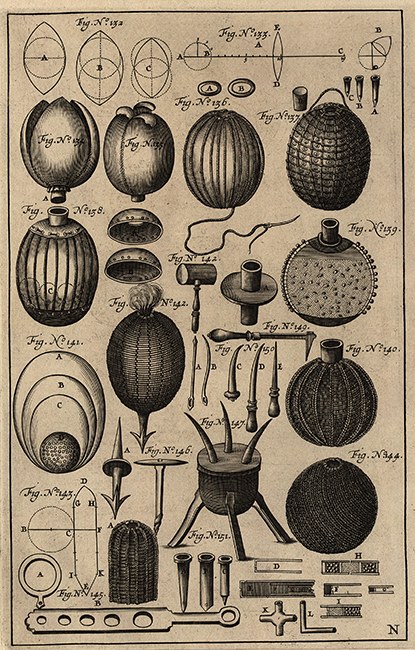
Abbildung historischer Brandkugeln und Brandballen aus dem Jahr 1676

Eine Brandkugel besteht aus einem aus Eisendraht gefertigten Käfig, der ähnlich der Karkasse mit Salpeter, Schwefel, Mehlpulver, Kolophonium, Pech (siehe Brandsatz) gefüllt wurde. Man überzog diesen dann mit Stoff, meist Drillich, nähte das Ganze zu und tauchte es in flüssiges Pech. Diese Brandkugeln wurden aus kleineren Mörsern aus geringeren Entfernungen geworfen (vgl. Hauptartikel →Granate).
Eine den Brandkugeln und Karkassen sehr artverwandte Munitionssorte waren die Brandballen (genannt auch Feuerkugeln). Diese wurden allerdings nicht aus Kanonen verschossen, sondern ausschließlich aus Mörsern geworfen oder mittels Katapulten oder Schleudern auf den Gegner geschleudert.

## Varia

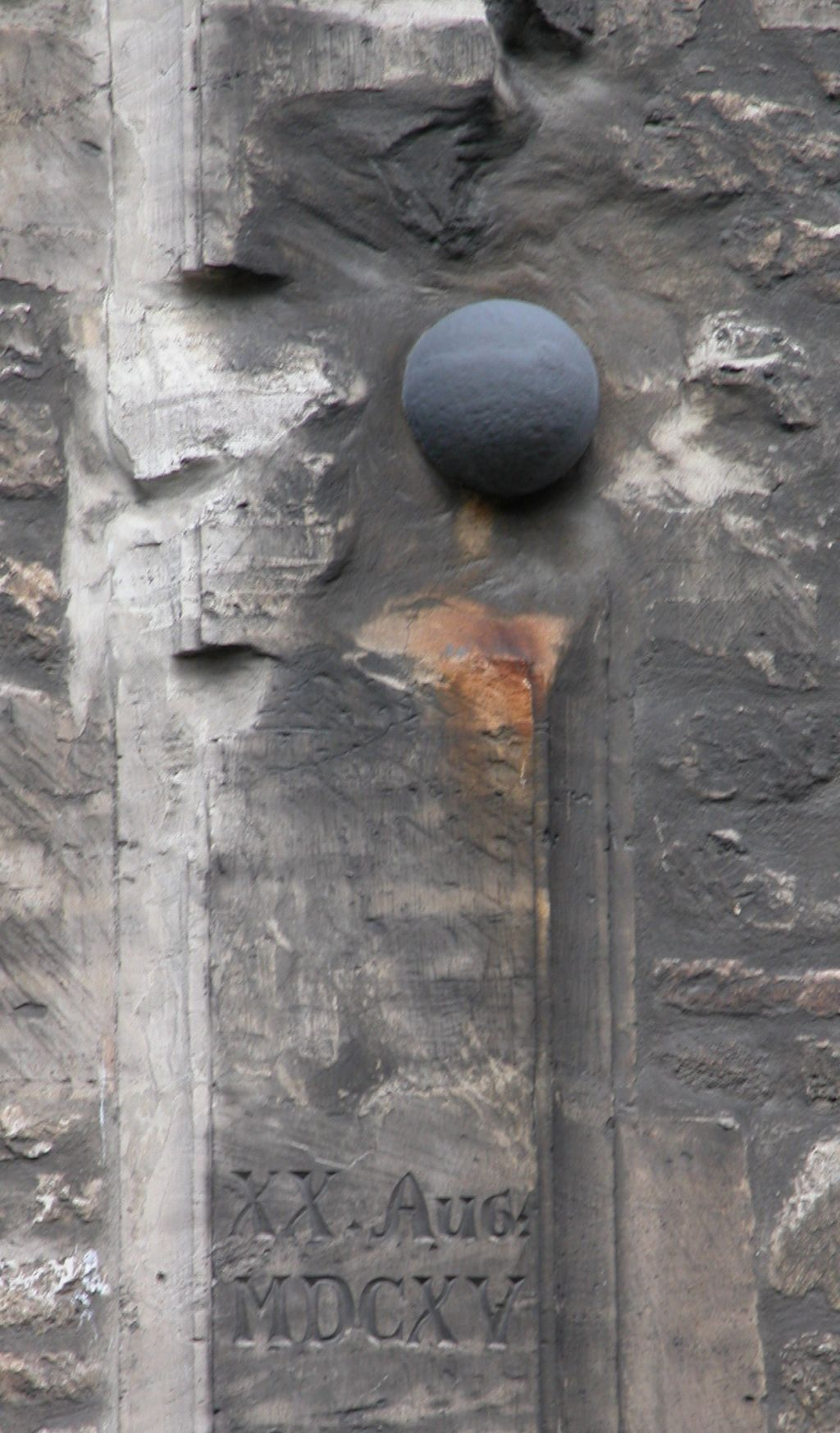
Kanonenkugel (datiert: 20. August 1615) in der Ostwand des Braunschweiger Doms
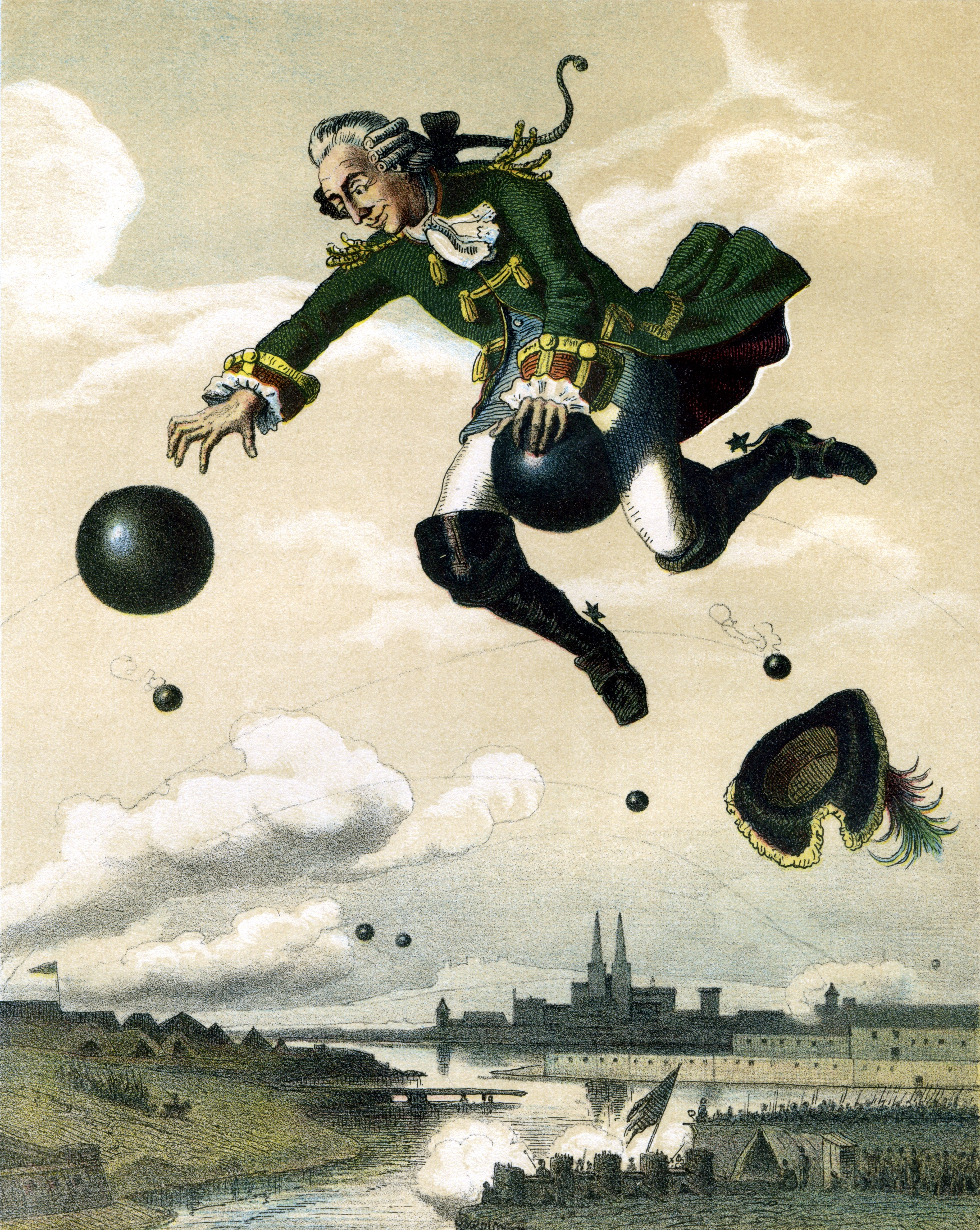
Münchhausens Ritt auf der Kanonenkugel – Zeichnung von August von Wille
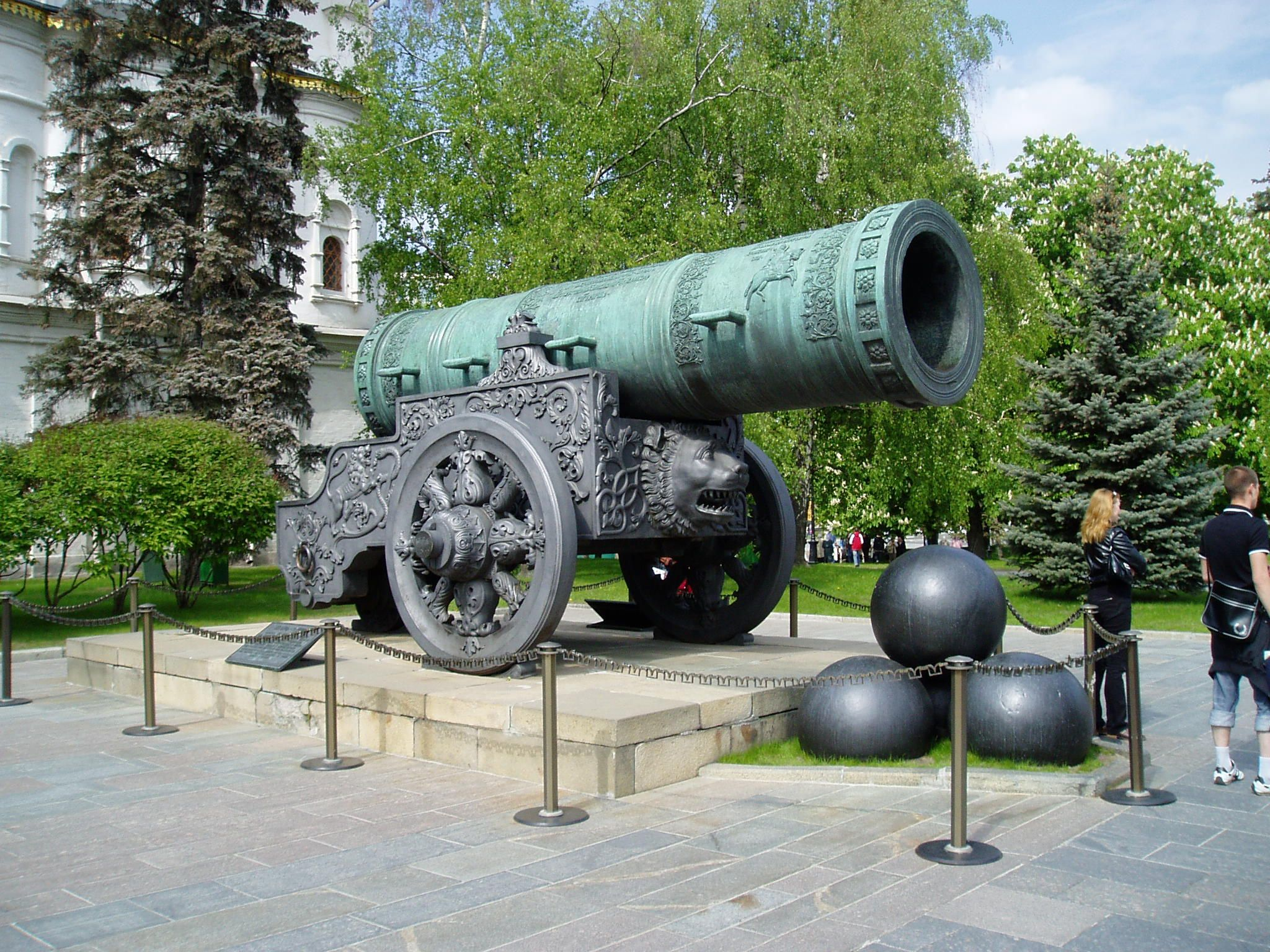
Zarenkanone

Gelegentlich befinden sich Kanonenkugeln, die nur leichte Schäden an Gebäuden verursachten, noch an der Stelle, wo sie einschlugen, wie zum Beispiel am Braunschweiger Dom. Sie dienen gewissermaßen einerseits als Erinnerungsstücke an historische Ereignisse, andererseits als „Verzierung“ des Hauses. Auch wurden Kanonenkugeln in Kirchen zur Erinnerung an glücklich überstandene Belagerungen aufgehängt, wie in zwei Kopenhagener Kirchen.
Des Weiteren wurden Kanonenkugeln auch bei Reparaturen von Belagerungsschäden absichtlich von außen sichtbar ins Mauerwerk eingefügt, um einem möglichen Gegner den augenscheinlich hohen Fortifikationswert der Festung zu suggerieren. Es gab selbst Kanonen, zu denen zwar Kugeln gegossen wurden, die aber nie mit Kugeln geschossen hatten. Das war namentlich bei der Zarenkanone im Moskauer Kreml der Fall. Die Kugeln hatten von vornherein nur dekorative Funktion. Die Kanone selbst wäre zum Abfeuern von Kartätschen verwendbar gewesen.
Durch die von Gottfried August Bürger veröffentlichte Geschichte des als „Lügenbaron“ bekannten Freiherrn Karl Friedrich Hieronymus von Münchhausen, der auf einer Kanonenkugel in eine belagerte Stadt geflogen sein soll, fand dieser an und für sich kriegerischen Zwecken dienende Gegenstand Eingang in die Unterhaltungsliteratur. Mit Hans Albers in der Hauptrolle kam diese Szene 1943 in Münchhausen dann schließlich in den Unterhaltungsfilm.
Das Brückensprengungsdenkmal in Leipzig besteht aus einem monumentalen Steinsockel, auf dem eine Kanonenkugel mit stilisierten züngelnden Flammen liegt.